# Lefèvre-Utile Point
Lefèvre-Utile Point är en udde i Antarktis. Den ligger i Västantarktis. Argentina, Chile och Storbritannien gör anspråk på området.
Terrängen inåt land är varierad. Havet är nära Lefèvre-Utile Point västerut. Trakten är obefolkad. Det finns inga samhällen i närheten. 